# Popular Photography
Popular Photography (wcześniej pod nazwą  Popular Photography & Imaging, zwany też jako Pop Photo) – amerykański miesięcznik o tematyce fotograficznej.

## Historia
Pierwszy egzemplarz pisma „Popular Photography” wydano w 1937. Został założony w Nowym Jorku. Przez wiele lat prawa do czasopisma wykupywały różne firmy, w tym Ziff Davis. W 2009 Hachette Filipacchi Media U.S. sprzedała miesięcznik przedsiębiorstwu Bonnier Corporation. Ostatnim wydawcą był Steven B. Grune, a ostatnim redaktorem Miriam Leuchter.
Jednym z redaktorów naczelnych miesięcznika był fotograf i pisarz Norman Rothschild, którego Edward Steichen nazwał „mężczyzną, który tworzy tęcze”.
Na początku 2017 magazyn zbankrutował z powodu niskich wpływów z branży aparatów konsumenckich. Ostatnie wydanie opublikowano w marcu/kwietniu 2017. W maju 2017, wydawca Bonnier Corporation rozpoczął prenumeratę PopPhoto oferując konsumentom wysyłanie innych czasopism. 